# Livio Mehus

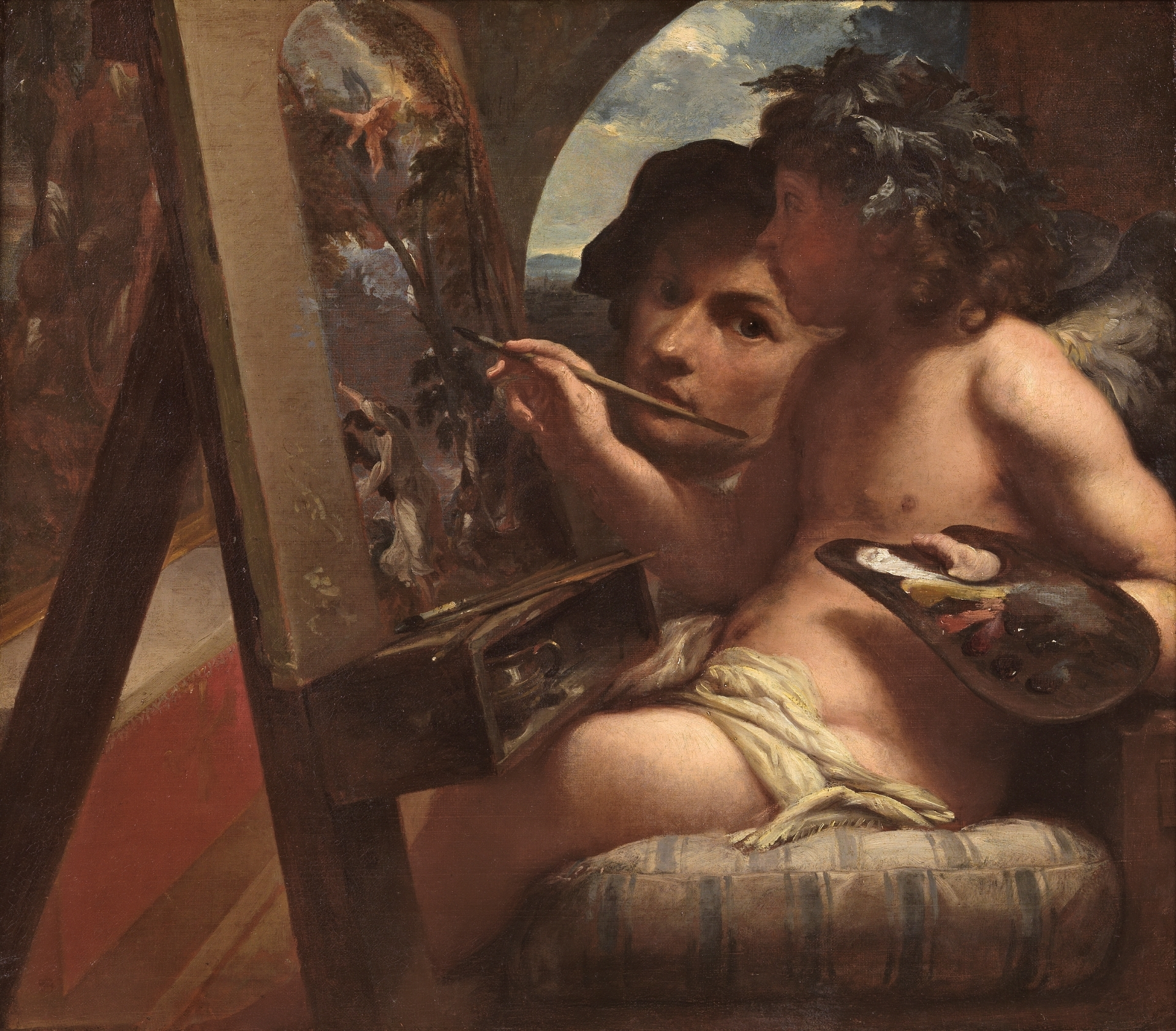
El Genio de la Pintura, óleo sobre lienzo, 70 x 80 cm, Madrid, Museo del Prado (adquirido en 2000). Autorretrato del pintor tras la figura infantil del genio de la pintura, que aparece copiando El martirio de San Pedro Mártir, cuadro de altar de Tiziano que estaba en la iglesia de San Giovanni e Paolo de Venecia hasta que resultó destruido por un incendio en 1867.

Lieven Mehus, más conocido como  Livio Mehus (Oudenaarde, c. 1627-Florencia, 1691) fue un pintor barroco de origen flamenco pero establecido en Italia y activo principalmente en Florencia, donde contó con la protección y el aprecio de la corte medicea y de la nobleza florentina. Su abundante producción se encuentra distribuida por todo el antiguo Gran ducado.

## Biografía
Nacido en Oudenaarde, en Flandes, en 1627, se trasladó a Italia con su padre cuando tenía poco más de diez años. En 1640 padre e hijo se encontraban en Milán donde Livio pasó algún tiempo en el taller de un pintor de batallas llamado Carlo Flamenco. Con catorce años decidió marchar a Roma, capital del estilo barroco.
Al llegar a Pistoya, tras varias peripecias, un caballero de Roccastrada le encaminó a Siena donde Matías de Médici, gobernador del territorio sienés, lo tomó bajo su protección. Tras colocarlo en 1645 en el taller de Giuliano Periccioli, decidió enviarlo a Florencia donde se encontraba Pietro da Cortona pintando al fresco las estancias del Palazzo Pitti.
Durante un tiempo llevó una vida inquieta. Tras dejar Florencia, abandonó la actividad pictórica, viajó por diversas ciudades y:

si unì con le truppe di Madama di Savoja, portandosi alle guerre fra lo stato di Milano e l'Piemonte contro la Monarchia di Spagna (se unió a las tropas de Madama de Saboya, marchando a la guerra entre los estados de Milán y el Piamonte contra la monarquía española.)
Piero Matini, Notizie de' professori del disegno da Cimabue in qua, (1681) p. 609

Aprovechando una pausa en la guerra reinició el viaje, dirigiéndose ahora hacia el sur, hasta llegar finalmente a Roma en 1650. Aquí recuperó la protección de los Médici, ahora en la persona del cardenal Carlos de Médici.

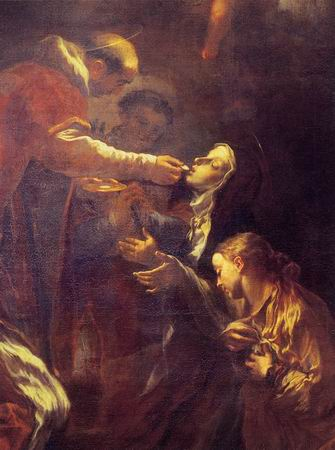
San Pedro de Alcántara dando la comunión a Santa Teresa de Jesús, Prato, Museo dell'Opera del Duomo.

En Roma entró en contacto con la pintura de los grandes maestros y, aunque adquirió la técnica del claroscuro de Caravaggio y su círculo, se aproximó sobre todo a la manera de la escuela clasicista de Guercino, hasta el punto de ser considerado por algunos discípulo suyo. Pero fue el contacto con las antigüedades de la Roma imperial lo que influenció principalmente sobre su pintura, incorporándolas a sus paisajes y pinturas de batallas, en las que se aprecia también el conocimiento de las obras de  Salvator Rosa.
En una estancia de tres años en Venecia entró en contacto con la pintura véneta, interesado sobre todo por los grandes clásicos, como Tiziano y Tintoretto, de los que aprendió a pintar con una luminosidad violenta y suave al mismo tiempo.  
De regreso a la Toscana se puso bajo la protección del Gran príncipe Fernando de Médici, que había reunido a un importante número de artistas, y destacó allí, junto a Ciro Ferri o il Volterrano, como uno de los más importantes seguidores de Cortona, principalmente en los lienzos de carácter sacro.

## Obras
La mayor parte de sus pinturas de género —paisajes y batallas— se conservan en colecciones privadas, aunque un par de paisajes de gusto veneciano se encuentran en el Museo de Bellas Artes de Boston. Una de las obras más sugestivas, cercana a la pintura de género, es el retrato del escultor ciego Giovanni Francesco Gonnelli, llamado el Ciego de Gambazo. La fuerza de esta tela anticipa lo mejor del "Pitocchetto", de una generación posterior.
En exposición pública en iglesias y museos se conservan principalmente telas de altar,  como una Adoración de los pastores propiedad del Museo de las Ursulinas de Mâcon, o una Crucifixión, con evidente influencia de Salvator Rosa, que se guarda en el Museo Poldi Pezzoli de Milán.
En Prato, en el Museo dell'Opera del Duomo, se conserva San Pedro de Alcántara dando la comunión a Santa Teresa de Jesús, y en la iglesia de San Bartolomé un Descanso en la huida a Egipto y El matrimonio místico de Santa Catalina. 
En Florencia, en la Galleria degli Uffizi, se guardan El sacrificio de Isaac, La Anunciación y una escena pastoral titulada Paisaje con vendimia, y en la Galería Palatina del Palacio Pitti El genio de la escultura, que hace pareja con El genio de la pintura del Museo del Prado, dos de las piezas más interesantes del artista en las que se autorretrata junto a diversos objetos alegóricos del oficio.